# Hôtel de Rohan-Guémené
Pour les articles homonymes, voir Hôtel de Rohan.
L'hôtel de Rohan-Guémené, ou hôtel Arnauld, est un hôtel particulier situé dans le quartier du Marais, dans le 4e arrondissement de Paris, au 6 et 6 bis de la place des Vosges, et au 17, rue des Tournelles.
Il porte le nom de ses anciens propriétaires aux XVIIe et XVIIIe siècles, l’une des branches de l’illustre  famille de Rohan, l'une des familles les plus puissantes et influentes sous l'Ancien Régime, descendant des anciens rois et ducs de Bretagne. 

## Histoire

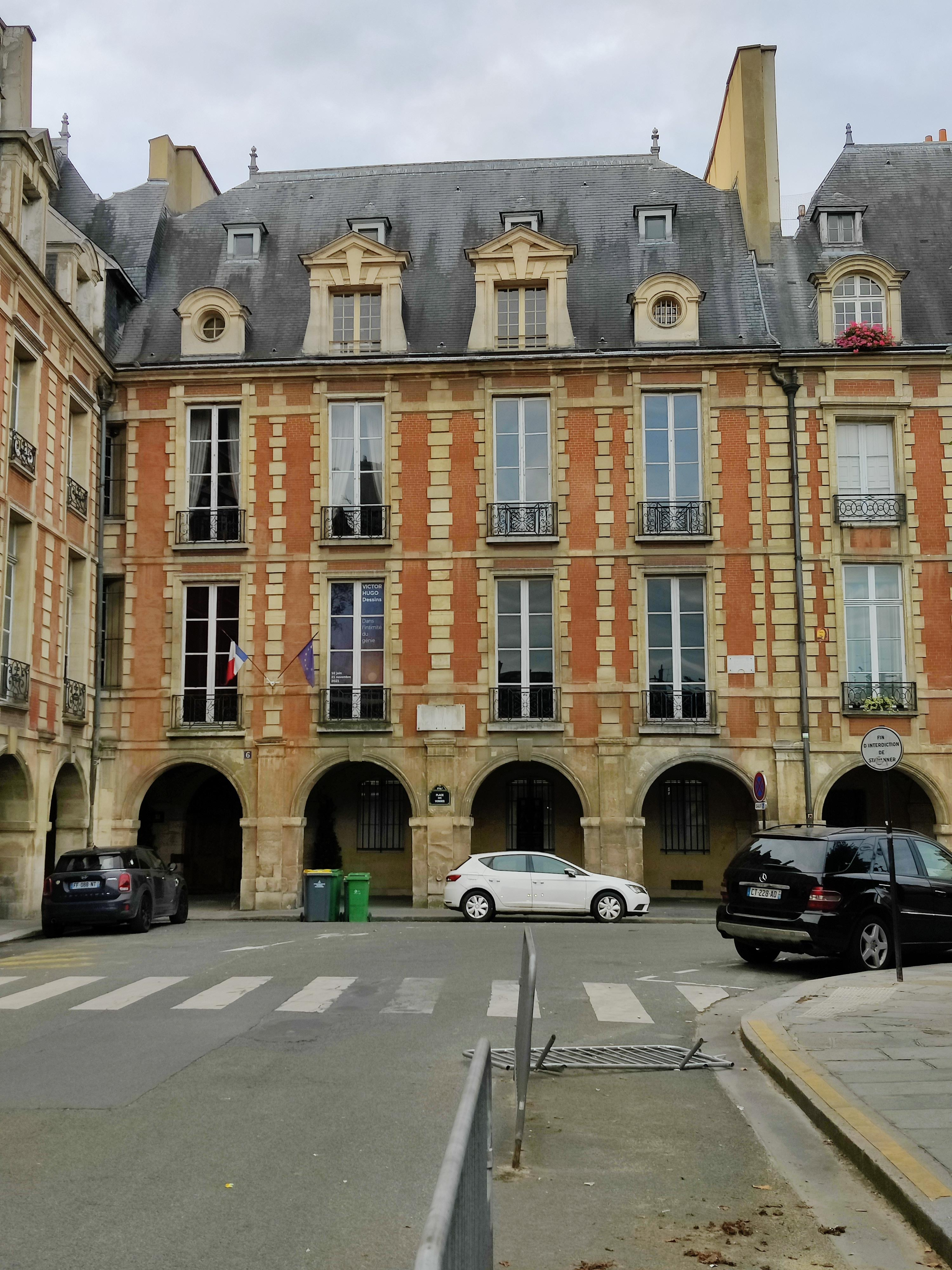
Hôtel de Rohan-Guémené

Isaac Arnauld, conseiller du roi et Intendant des finances, acheta en juin 1605 un emplacement dans le « lotissement » du parc des Tournelles, pour y faire construire cet hôtel particulier.
Il le vendit en 1612 au maréchal de Lavardin (ce dernier se trouvait aux côtés d’Henri IV, lorsque le roi fut assassiné dans son carrosse). Le marquis de Lavardin céda son hôtel particulier en 1621 à Pierre Jacquet, seigneur de Tigery. Avant que le prince Louis de Rohan, pair et Grand veneur de France, n'en devienne propriétaire en 1637. 
Henri Louis Marie de Rohan, prince de Rohan-Guéméné (1745-1807), fils de Jules Hercule Meriadec de Rohan, prince de Guéméné et de Marie-Louise de La Tour d'Auvergne, grand chambellan de France, fut le dernier Rohan propriétaire de cet hôtel. Il y séjournera avec son épouse, dite Madame de Guéméné, gouvernante des enfants de France, jusqu'en 1782, date de leur faillite (avec un passif de 33 millions de livres). 
À l'issue de cette procédure de banqueroute, l’hôtel fut vendu en 1797 à Louis-Denis Péan de Saint-Gilles. La veuve de ce dernier le loue en partie à  Victor Hugo par les soins du notaire Bellanger, mari de sa fille. Son autre fille, épouse d'Antoine Passy, devient propriétaire du lieu.
À sa mort en 1873, son fils Louis Passy cède à la mairie de Paris la partie centrale de l'hôtel et à des propriétaires privés l’aile des Tournelles. Une école fut installée dans une aile de la partie centrale, au no 6bis de la place des Vosges.

## Architecture

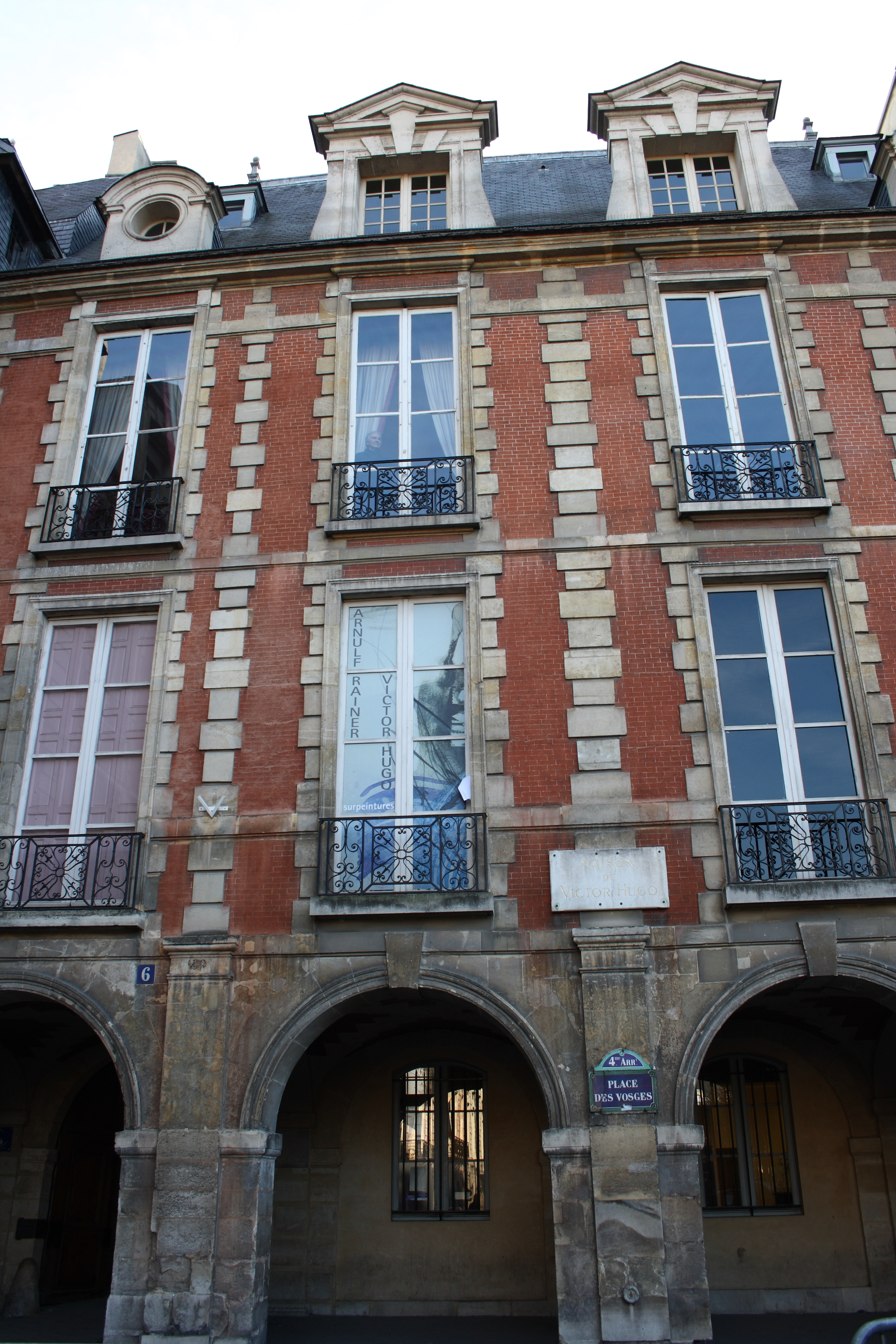
Façade de l'hôtel donnant sur la place des Vosges.

L'hôtel est particulièrement vaste. Il se compose d'un corps de logis central donnant sur la place des Vosges et de deux ailes servant de dégagement, en retour portant dix croisées de façade chacune et donnant sur des cours d’honneur. Celles-ci, bordées de bureaux, écuries, et remises, communiquaient avec l'impasse Guéméné et la rue des Tournelles (au no 17). 
Le logis central couvre les nos 6 et 6bis de la place des Vosges. Les aménagements intérieurs sont dans le style classique des hôtels particuliers de la place. De nouveaux aménagements intérieurs furent effectués pendant la deuxième moitié du XIXe siècle.
L’aile de la rue des Tournelles encore appelée façade orientale, est intacte. Elle est de pure facture début XVIIe siècle en pierres et torchis. Elle forme un « U ». Dans la cour, l’une des dernières fontaines Louis-Philippe à Paris. Les escaliers intérieurs sont de très belle construction du XVIIe siècle. 
L’aile de Guémené a disparu. Une partie de ses bâtiments fut occupée par la Communauté des Filles de la Croix. Elle s’occupait de l’instruction des jeunes filles et recevait des dames en pension. Ce couvent fut supprimé et vendu en 1797.
La façade sur la place, la galerie voûtée sous arcades, y compris le sol, ainsi que l'ensemble des toitures du bâtiment de l'angle de la place, ont été classés au titre des monuments historiques par un arrêté du 26 octobre 1954.

## Occupants célèbres
La famille de Rohan-Guémené fut un des occupants illustres de cet hôtel auquel elle a donné son nom. La devise familiale est évocatrice : « roy ne puys, duc ne daigne, rohan suys ». Les principales branches de cette maison princière sont : Rohan-Chabot, Rohan-Guémené, Rohan-Montbazon, Rohan-Soubise, Rohan-Gié.
Madame de Sévigné séjourna en 1677 dans l’aile orientale de l'hôtel, 17 rue des Tournelles. Elle fréquentait alors le salon de Ninon de Lenclos, au 36 de la rue des Tournelles.
Parmi ces résidents, on peut citer le prince Louis de Rohan qui ourdit une conspiration contre Louis XIV. Il avait prévu avec Gilles du Hamel d’enlever le dauphin et si possible le roi, de soulever la Normandie, de livrer aux Espagnols le port de Quillebeuf, de convoquer les États généraux et de reformer l’État. Découvert, il fut condamné à mort et décapité, à quelques lieues de son hôtel, sur la place de la Bastille le 27 novembre 1674.
Autre résident, Jules Meriadec de Rohan-Guéméné (1726-1802), colonel du régiment de Rohan, lieutenant général, il accompagna le Maréchal de Saxe dans nombre de ses campagnes. Il émigra à la Révolution. 
La célèbre courtisane Marion Delorme y aurait aussi vécu (dans l’aile de la place des Vosges), de 1639 à 1648. En 1831 fut créée au théâtre de la Porte-Saint-Martin à Paris la pièce de Victor Hugo, Marion Delorme
Ce même Victor Hugo habita au même endroit que Marion Delorme. Il fut locataire du 2e étage du corps central de l’hôtel, de 1832 à 1848. 280 m2 loués 1 500 francs-or à la famille Bellanger. Il y écrivit notamment Ruy Blas, Lucrèce Borgia, les Burgraves, Les Chants du crépuscule. Une de ses maitresses résidait dans l'aile des Tournelles.
En 1902, Paul Meurice fait don à la ville de Paris de dessins de livres, de manuscrits, de meubles et d'objets pour constituer le musée Victor-Hugo et l'installer en l’hôtel de Rohan-Guémené, place des Vosges. Il fut inauguré le 30 juin 1903.
Dans les communs de l'hôtel, aile des Tournelles, furent fabriqués les cercueils de bois du monument funéraire de Napoléon Ier aux Invalides.
Lucienne Heuvelmans, sculpteur, installa son atelier dans l’aile du 17 rue des Tournelles, au rez-de-chaussée et entresol sud. Elle est, en 1911, la première femme lauréate du Grand prix de Rome et la première femme pensionnaire de la Villa Médicis à Rome. Elle fut l’une des toutes premières femmes décorée de la Légion d'honneur au titre des Arts.
L'aile des Tournelles servit de décor au film Le Magnifique avec Jean-Paul Belmondo et Jacqueline Bisset.

## Sources
- Dictionnaire historique des rues de Paris
- Paris Guide 1807 - Librairie Internationale
- Larousse du XXe siècle
- J.Favier, Paris, Deux mille ans d'Histoire, Fayard
- Dictionnaire Bénézit des peintres, sculpteurs, dessinateurs et graveurs